# Сент Џејмс (Мисури)
Сент Џејмс (енгл. St. James) град је у америчкој савезној држави Мисури.

## Демографија
По попису из 2010. године број становника је 4.216, што је 512 (13,8%) становника више него 2000. године.
| Група             | 2000.         | 2010.         |
| Белци             | 3.458 (93,4%) | 4.010 (95,1%) |
| Афроамериканци    | 10 (0,3%)     | 40 (0,9%)     |
| Азијати           | 11 (0,3%)     | 12 (0,3%)     |
| Хиспаноамериканци | 34 (0,9%)     | 66 (1,6%)     |
| Укупно            | 3.704         | 4.216         |